# Perroen (Maastricht)

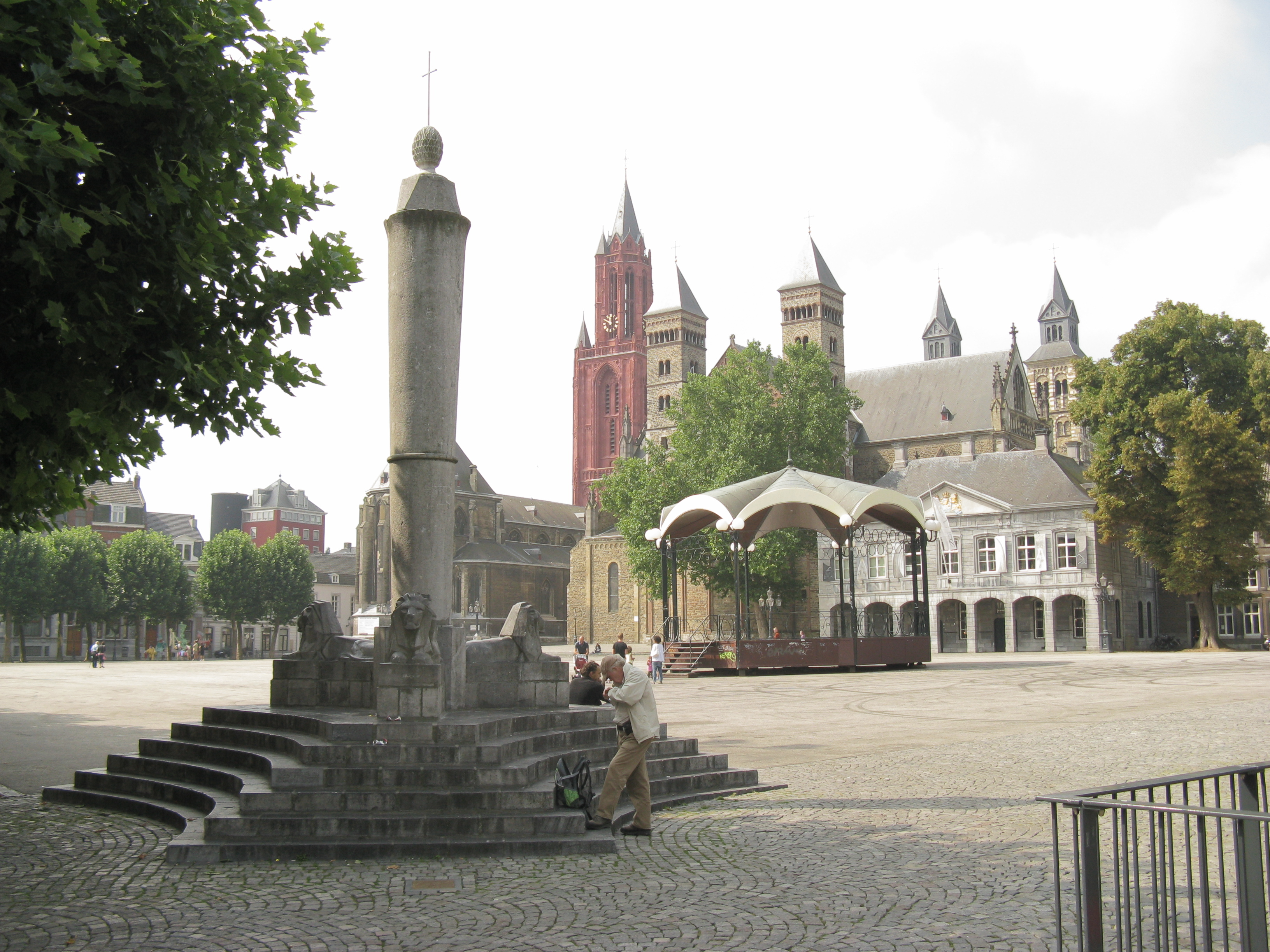
De perroen

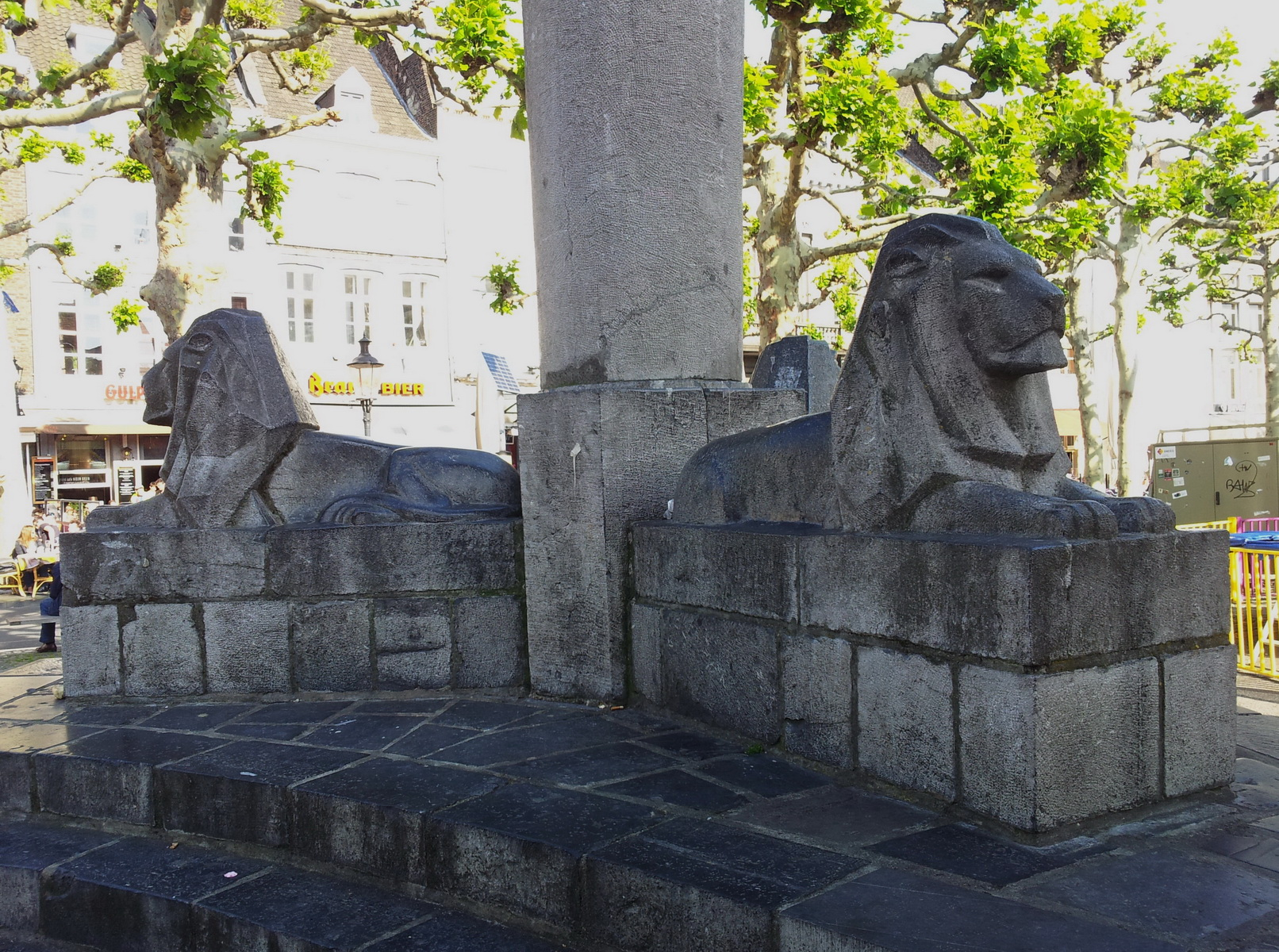
De leeuwen

De Perroen van Maastricht is een perroen in de Nederlandse stad Maastricht. De perroen staat op de noordoostelijke hoek van het Vrijthof in de Binnenstad nabij de plek waar de Grote Staat en Helmstraat op het plein uitkomen.

## Geschiedenis
In 1292 werd de perroen opgericht als teken van gezag van de prins-bisschop van Luik.
In 1795 werd de oorspronkelijke perroen door de Fransen verwoest omdat ze een symbool zou zijn voor het ancien régime.
Op 7 juli 1955 werd in opdracht van de gemeente Maastricht een nieuwe perroen opgericht naar het ontwerp van Jean Huysmans en gekapt door Jean Sondeijker.
In 2005 werd de perroen met een evenement beschadigd en in 2006 hersteld.

## Bouwwerk
Het bouwwerk bestaat uit een granieten basement van vijf trappen met op het plateau drie leeuwfiguren op een voetstuk. Centraal tussen de leeuwen staat een stenen zuil die bekroond wordt door pijnappel en een verguld kruis.